# 克里斯多福·布魯哈德

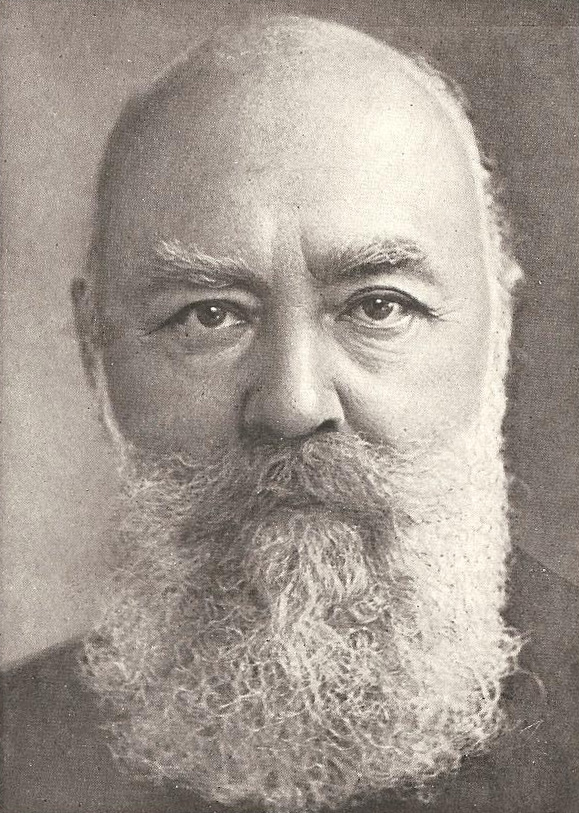

克里斯多福·布魯哈德（Christoph Blumhardt，1842年—1919年），德國路德宗新教神家，被認為是基督教社會主義在德國與瑞士地區的學說創立人。他也是當代一位很有名氣的宣教家。1899年他公開宣布支持社會主義並加入德國社會民主黨，為此他喪失了神職人員的身份。次年，他被選為符騰堡王国下议院議員。
隨著第一次世界大戰的展開，他描述了其帶有「末世論」性質的信仰主張：「我們正生存在一個面臨著重大改變的時代，黑暗終會被主耶穌基督征服」
布魯哈德曾經深遠地影響了這幾位神學家：卡爾·巴特、赫曼·柯特與洛加斯（Leonhard Ragaz）──他同樣是一位基督教社會主義者。